# Malataverne
 Malataverne  es una población y comuna francesa, en la región de Ródano-Alpes, departamento de Drôme, en el distrito de Nyons y cantón de Montélimar-2.

## Demografía
| 436 | 480 | 785 | 985 | 1,289 | 1,419 |
| Para los censos de 1962 a 1999 la población legal corresponde a la población sin duplicidades (Fuente: INSEE [Consultar]) |     |     |     |       |       |